# Монегаски
Монега́ски (фр. Monégasque) — подданные Княжества Монако. По данным переписи 2008 года составляют 21,6 % от всего населения княжества (7634 человека).

## Основной язык
Монегасский язык является диалектом лигурского языка, близким к генуэзскому диалекту. Испытал сильное влияние ниццкого диалекта (Niçard) окситанского языка, который является среди прочего исконным родным языком в некоторых районах княжества.

## Этническая история
Первыми поселенцами на территории будущего княжества Монако, упомянутыми в истории, были финикийцы, построившие здесь укрепления ещё в X веке до н. э. Спустя пять веков им на смену пришли греки, которые основали колонию Порт Геркулеса (Port Hercules) и возвели на уединённой скале храм. Культ Геркулеса наложился на греческое название местного локуса — «μόνοικος», («хутор», «отдельно расположенное здание» etc.) из «μόνος» (monos) «отдельный, одинокий, единственный» + «οἶκος» (oikos) «дом, здание, сооружение, местопребывание». В результате чего возник локальный культ Геркулеса (Hercules Monoikos), которому был посвящён отдельный храм в замке, расположенном на прибрежной скале La Roche.
К концу XIII века на этой полосе лигурийского побережья обосновались представители рода генуэзских феодалов Гримальди, приведшие за собой итальянцев. Так окончательно сформировались монегаски со своим языком и традициями.

## Обретение подданства
В Монако используется принцип «права крови», и законы разделяют подданство, обретённое по рождению в браке от отца-монегаска и полученное в результате натурализации.

## Национальные цвета
Национальные цвета монегасков — белый, красный, чёрный.
Белый цвет — наиболее священный — символизирует погребальный саван Святой Девоты — покровительницы Княжества; выражает благородство, честь, чистоту; является «мужским»: его носят мужчины как символ мужественности и достоинства.
Красный цвет — символ крови святой мученицы, а также цвет смелости, единства, кровного братства монегасков.
Чёрный цвет — «особый» для монегасков — символ мудрости, интуиции, магической силы; считается «женским».

## Привилегии
Как подданные княжества монегаски имеют множество привилегий: так, только они имеют право избирать парламент — Национальный совет. До 2004 года только монегаски имели доступ к муниципальному жилью, которое сдавалось им на 50 % ниже рыночных цен (с 2004 года это право обрели также те не-монегаски, которые непрерывно прожили в Монако более 40 лет).  В частности, французские граждане, даже живущие в Монако в течение многих поколений, ощущают дискриминацию.

## Культура

### Праздники монегасков
26 — 27 января — День Святой Девоты (Jour de Sainte-Devotte), небесной покровительницы Княжества и рода Гримальди (Grimaldi). Отмечается с 304 г н. э.
23 — 25 июня — День Святого Жана (Jour de Saint-Jean). Отмечается с V в. н. э. Начинается с вечернего карнавального шествия по старому городу «Sciaratu»: все желающие переодеваются в карнавальные костюмы и под музыку идут от Дворцовой площади к площади Казино. На площади разжигают факелы, пьют вино и весь вечер танцуют.
19 ноября — День князя (Jour du Prince), Национальный день Монако. В этот день проводится военный парад, а также торжественная месса на монегасском языке в Соборе Монако, на которой присутствует вся Княжеская семья и другие официальные лица. После мессы Княжеская семья посещает Оперу Монте-Карло.

### Монегаски в мировой культуре
- Louis Brea (1443 −1520) — художник, автор двух панно, находящихся в настоящее время в Соборе Монако.
- Horazio Ferrari (XVI в.) — художник эпохи Возрождения, автор росписей и фресок в Княжеском дворце и одного панно в Соборе.
- Domenique-Joseph Bressan (XVIII в.) — пейзажист эпохи классицизма. Его работы выставлены в Княжеском дворце.
- Francois-Joseph Bosio (конец XVIII — начало XIX вв.) — придворный скульптор Наполеона I. Работы Bosio выставлены в Лувре.
- Жан-Батист Люлли (1632—1687) — композитор, один из основоположников французской оперной школы. Создатель классических типов лирической трагедии («Альцеста» (1674), «Тезей» (1675)) и французской оперной увертюры. Автор музыки к комедиям-балетам Ж.-Б.Мольера.
- Lucchini — композитор, автор музыки к национальному гимну Монако (1867 г.).
- Theophile Bellando — автор слов первого гимна Монако (1848 г.).
- Луи Нотари (1879—1961) — писатель и единственный монегасский поэт, член Комитета по Традициям, автор слов второго гимна Монако (1931).
- Luis Cannis — писатель-историк, автор книги исторических и культурных зарисовок о Монако «Notre passe» (1963 г.).
- Лео Ферре — певец и композитор, некоторые его песни стали классикой французского шансона